# George von Lengerke Meyer
George von Lengerke Meyer (Boston, 24 giugno 1858 – Boston, 9 marzo 1918) è stato un politico statunitense.

## Biografia
Discendente da emigranti tedeschi, Meyer si laureò ad Harvard nel 1879 e nei 20 anni seguenti si dedicò alle attività di commerciante, direttore di banca e proprietario di industrie manifatturiere. Si sposò nel 1885 con Marian Alice Appleton.
Ottenne posizioni di rilievo nel governo locale, entrando nel 1889 nel Boston Common Council, il ramo legislativo del governo della città di Boston ed in seguito si unì al Board of Aldermen.  Entrò alla  Massachusetts Legislature del quale fu rappresentante. Nel 1898 venne nominato dal Governatore del Massachusetts, Roger Wolcott, rappresentante dello stato all'Esposizione di Parigi..
Politico conservativo, membro del Partito Repubblicano, venne nominato come membro della commissione nel 1899. I presidenti repubblicani William McKinley e Theodore Roosevelt nominarono Meyer come ambasciatore in Italia fra il 1900 ed il 1905 e in Russia (1905–1907). Come ambasciatore in Russia, presentò allo zar la proposta di Roosevelt per mettere fine alla guerra russo-giapponese che condusse al Trattato di Portsmouth il 5 settembre 1905. 
Sotto l'amministrazione Roosevelt, Meyer fu il 43º Postmaster General degli Stati Uniti, carica che ricoprì dal 15 gennaio 1907 al 4 marzo 1909. Durante quest'incarico,  venne introdotta la prima macchina distributrice di francobolli del paese e i primi francobolli stampati in rotoli.
Fu il quarantesimo segretario della marina statunitense sotto il presidente degli Stati Uniti d'America William Howard Taft.
Durante questo periodo, la marina statunitense fece le prime prove di aviazione navale e negli anni 1910-1911, il pilota Eugene Ely riuscì a decollare ed atterrare da una nave da guerra, la USS Birmingham.
Nel 1913 si ritirò a vita privata, abbandonando la scena politica.

## Riconoscimenti
Il cacciatorpediniere USS Meyer (DD-279), che ha prestato servizio sino al 15 maggio 1929, è stato denominato in tal modo in suo onore.